# Knipowitschia mermere
Knipowitschia mermere là một loài cá thuộc họ Gobiidae. Nó là loài đặc hữu của Thổ Nhĩ Kỳ. Môi trường sống tự nhiên của chúng là hồ nước ngọt. Nó bị đe dọa do mất môi trường sống.